# Bommi és barátai
A Bommi és barátai (eredeti cím: Bommi and friends) indiai televíziós 3D-s számítógépes animációs sorozat. Magyarországon a KidsCo adta le.

## Ismertető
A főszereplő, Bommi, aki egy kislány. A könyve segítségével Kápráziában jár. A borzzlekürtön megtanul zenélni és megtanul sütni színes snuglibogyókat. Káprázatföldön a művészet napját élvezi. Történetei teli mosollyal nevetségesek és tanulságosak. Magányos mióta az új nagyvárosba költözött családjával, mert ritkán találkozik a régi barátjaival. Azóta rendszeresen a könyvét olvassa, amelynek címe Kalandok a káprázat földjén.

## Szereplők
- Bommi – Egy indiai kislány. Egy régi kis városban élt, ahol sok barátja volt. Egyszer családjával egy új nagyvárosba költözött, azóta a régi barátjaival ritkán találkozik és magányos. Mindennap a Kalandok a káprázat földjén című könyvét olvassa, amelynek segítségével a Káprázat földjén jár és új barátokra is lel. Néhány állatra, akikkel együtt megtanulja a Kápráztáncot is.

## Magyar hangok
- Csifó Dorina – Bommi
- Stern Dániel – ?
- Kossuth Gábor – ?
- Pipó László – ?
- Kocsis Mariann – ?
- Solecki Janka – ?
- Sörös Miklós – ?